# Lijst van Doetinchemmers
Deze lijst van Doetinchemers geeft een overzicht van bekende personen die in de Nederlandse stad Doetinchem zijn gestorven, geboren of hebben gewoond, met een artikel op Wikipedia.

## A
- Geertje Aalders (1983), illustrator en knipkunstenaar
- Joshua Albano (1994), acteur

## B
- Peter Bannink (1931-2020), burgemeester van Hummelo
- Pierre Daniël de la Saussaye Briët (1911-1993), burgemeester
- Joep Beving (1976), pianist en componist
- Luuk te Boekhorst (1987), voetballer
- Paul Bosvelt (1970), voetballer
- Hans Bouman (1965), drummer
- Koen Bouwman (1993), wielrenner
- Willem Bouwmeester (1874-1939), historicus en kunstschilder
- Cor van den Brink (1942-2001), acteur
- Chris Bruil (1970), badmintonner
- Wilbert Bulsink (1983), componist en musicus
- Alexander Büttner (1989), voetballer
- Giovanni Büttner (1998), voetballer

## C
- Thom van Campen (1990), politicus
- Frans Cappetti (1927-1993), politicus
- Caner Cavlan (1992), voetballer
- Piet Cramwinckel (1912-2001), politicus
- Willy Croezen (1969), illustrator, striptekenaar en cartoonist

## D
- Geert Dales (1952), politicus
- Jan van Dijk Mzn. (1830-1909), predikant
- Reinout Douma (1974), pianist
- DaY-már (1984), hardcore dj
- Anne-Wil Duthler (1967), politica

## E
- Gerard van Essen (1924-1997), komiek
- Albert-Jan Evenhuis (1941-2011), politicus

## G
- Anne Garretsen (1989), voetbalster
- Toos Grol-Overling (1931-2023), politica
- Rutger Groot Wassink (1974), politicus, wethouder in Amsterdam

## H
- Chris Hartjes (1946), voetballer
- Hendrik Hieltje Hans Haverkamp (1927-2011), politicus
- Loes Hazelaar (1962), schrijfster
- Sam Hendriks (1995), voetballer
- Germ Hofma (1925-2018), voetballer
- Thera Hofstede Crull (1900-1966), sieraadontwerper en keramist
- Richèl Hogenkamp (1992), tennisster
- Jan Houtsma (1921-1984), verzetsstrijder
- Theo Huls (1934-2009), voetballer

## I
- Laurens Ivens (1977), politicus, wethouder in Amsterdam

## J
- Wolter Derk Janszoon Coops (1764-1847), burgemeester
- Siem de Jong (1989), voetballer
- Luuk de Jong (1990), voetballer

## K
- Pascal Kamperman (1971), presentator ESPN
- Sanne Keizer (1985), beachvolleybalster
- Janouk Kelderman (1991), (pop)zangeres en presentatrice
- Tim Keurntjes (1991), voetballer
- Hendrik van Kleev (1918-1986), componist, dirigent en klarinettist
- Jan Klootsema (1867-1926), gestichtspedagoog
- Elly Kneppelhout (1923-2011), kunstschilderes
- Thijmen Kupers (1991), atleet

## L
- Rianne Letschert (1976), hoogleraar en rector magnificus
- Theo van Londen (1948), voetballer
- Glenn Loovens (1983), voetballer
- Boyd Lucassen (1998), voetballer
- Hans Lurvink (1940), politicus

## M
- Jan Manschot (1947-2014), drummer
- Maria Martens (1955), fractievoorzitster CDA-fractie Europees Parlement
- Rogier Meijer (1981), voetballer
- Gideon van Meijeren (1988), politicus (FvD)
- Johan Andreas dèr Mouw (1863-1919), taalkundige, letterkundige, filosoof, schrijver en dichter
- Nick Muller (1992), journalist
- Eric de Munck (1983), entertainmentdeskundige RTL Boulevard en presentator

## N
- Matthijs van Nispen (1988), voetballer
- Joris Nieuwenhuis (1996), wegwielrenner en veldrijder
- Peter Niesink (1972), bestuurder, directeur

## O
- Hendrik Ovink (1836-1924), architect
- Henk Ovink (1967), watergezant
- Arnoud Okken (1982), atleet
- Arie Oostlander (1936-2019), politicus

## P
- Kasper Peters (1973), dichter
- Frits Pouw (1932-2010), politicus

## R
- Loekie Raterink (1955), volleybalspeler
- Jan Rietman (1952), pianist en presentator
- Thomas Rosenboom (1956), schrijver
- Corine de Ruiter (1960), hoogleraar
- Desi Reijers (1964), zwemster
- Mathieu Rosmuller (1978-2009), zanger en gitarist

## S
- Dirk Spanjaard sr. (1881-1947), burgemeester
- Maximiliaan August Schwartz (1884-1973), classicus
- Gerrit Stap (1911-2004), politieman, NSB'er
- Karel Soudijn (1944), psycholoog en dichter
- Laurens Straub (1944-2007), filmmaker
- Rudi van Straten (1955), organist
- Mieke Stemerdink (1963), zangeres
- Jeroen Sanders (1985), voetbalscheidsrechter

## T
- Pieter Frans Thomése (1958), schrijver
- Wouter Salomon Johannes Tenkink (1867-1922), politicus
- Gerard Tebroke (1949-1995), langeafstandsloper
- Rieneke Terink (1984), zwemster

## V
- Drikus Veer (1918–2011), motorcoureur
- Jonathan Vergara Berrio (1999), voetballer
- Carel Hendrik Ver Huell (1764–1845), vlootvoogd en politicus
- Mia Versluis (1945-1971), comapatiënte, die landelijk bekend werd
- Ilja Voltman (1973), atlete

## W
- Dick Wennink (1940), voetballer
- Evert Johan Wentholt (1750 - 1835), politicus
- Joan Walrave van Haersolte van Haerst (1887-1967), politicus
- Cor van Weele (1918–1989), fotograaf
- Agnies Pauw van Wieldrecht (1927-2013), publiciste
- Gijs Wilbrink (1984), schrijver
- Siri Worm (1992), voetbalster

## Y
- Cihan Yalcin (1984), voetballer

## Z
- Peter van Zadelhoff (1972), journalist, presentator, eindredacteur en beursverslaggever